# Alois Veselý
Alois Veselý (31. října 1928 Šlapanice – 1. srpna 1996 Brno) byl český sbormistr, dirigent, klarinetista, hudební skladatel a pedagog.

## Život
Po studiu na nižším gymnáziu ve Starém Brně vstoupil na brněnskou konzervatoř, kde studoval hru na klarinet u Františka Horáka a dirigování u Bohumíra Lišky. V roce 1957 vystudoval řízení orchestru na Hudební fakultě Janáčkovy akademii múzických umění v Brně. Od roku 1951 byl členem Symfonického orchestr brněnského kraje a po absolvování JAMU stal členem Státní filharmonie Brno. Kromě toho hrál v komorním souboru Brněnské dechové kvinteto.
V roce 1961 se stal sbormistrem Vachova sboru moravských učitelek, který řídil 26 let. Vedle toho dirigoval Helfertovo orchestrální sdružení a externě spolupracoval s Divadlem Julia Fučíka jako hudební skladatel i jako dirigent. Od roku 1981 působil jako pedagog na brněnské konzervatoři a řídil Orchestr posluchačů brněnské konzervatoře.

## Dílo (výběr)
- Dechový kvintet ve starém slohu (1954)
- Symfonieta pro velký orchestr (1952)
- Symfonie ve starém slohu (1953)
- Velikonoční mše (1949)
- Vánoční mše česká (1952)
- Scénická hudba k činoherním představením